# Plectranthus merrillii
Plectranthus merrillii là một loài thực vật có hoa trong họ Hoa môi. Loài này được H.Keng miêu tả khoa học đầu tiên năm 1978.